# Грађанска кућа у Ул. Момчила Поповића 7 у Алексинцу
Грађанска кућа у Ул. Момчила Поповића 7 се налази у Алексинцу, у Нишавском округу. Уврштена је на листу заштићених споменика културе Републике Србије (идент. n .СК 851).